# جورجي ايفانوف (مصارع رياضي)
جورجي ايفانوف هو مصارع رياضي بلغاري، ولد في 11 نوفمبر 1989 في ستارا زاغورا في بلغاريا.

## وصلات خارجية
- جورجي ايفانوف على موقع قاعدة بيانات المصارعة الدولية (الإنجليزية)
- جورجي ايفانوف على موقع أوليمبيديا (الإنجليزية)